# Овечкін Микола Васильович
Микола Васильович Ове́чкін (рос. Николай Васильевич Овечкин; 4 травня 1929, Новошахтинськ — 7 червня 1993, Москва) — радянський і російський живописець, художник-баталіст, член Спілки художників СРСР з 1964 року.

## Біографія
Народився 4 травня 1929 в місті Новошахтинську Ростовської області РРФСР. Дитинство і юність пройшли в Новочеркаську. У 1953—1955 роках викладав малювання і креслення в середній школі №10 Новочеркаська. 1961 року закінчив Художній інститут імені В. І. Сурикова. З 1964 року працював в Студії художників імені М. Б. Грекова. Член КПРС з 1973 року.
Помер в Москві 7 червня 1993 року. Похований на Троєкуровському кладовищі. Могила увінчана його портретним погруддям роботи новочеркасського скульптора Л. В. Єлісеєва.

## Творчість
Автор десятків портретів історичних діячів Росії. Серед творів:
- «Радянські авіаконструктори A. М. Туполев, С. В. Ільюшин та авіаконструктори-випробувачі B. К. Коккінакі» (1961);
- Рицари неба (1969);
- діорама «Звільнення Новочеркаська в 1920 році» (1981);
- «Битва Святослава з печенігами» (1985);
- Іван III (1988);
- Єрмак (1988);
- Ломоносов (1989).

Брав участь у відновленні:
- діорами «Бородінська битва» (1967—1968; у співавторстві);
- діорами «Битва за Дніпро» для Дніпропетровського історичного музею (1972—1978; у співавторстві);
- «Плевенська епопея» (1980; у співавторстві) та інше.

## Відзнаки
- Золота і срібна медалі імені М. Б. Грекова (1969; за участь у відтворенні панорами «Бородінська битва» і за діораму «Бій під Леніно (бойову співдружність радянських воїнів і Війська Польського)»)[2];
- Золота медаль Академії мистецтв СРСР[2];
- Міжнародна премія імені Віта Неєдли (1976; Чехословаччина)[3];
- Народний художник РРФСР з 1979 року[3];
- Народний художник СРСР з 1985 року;
- Лауреат Державної премії УРСР імені Т. Г. Шевченка (за 1979 рік; разом з Г. Ф. Ватченко (керівником роботи), В. О. Зуєвим (архітектором, автором реконструкції комплексу), В. І. Коротковим, В. Л. Ривіним (художником, автором інтер'єрів музею), М. Я. Бутом (художником, співавтором діорами «Битва за Дніпро»), В. С. Прокудо (автором сценарію і науковим консультантом діорами «Битва за Дніпро») за комплекс Дніпропетровського історичного музею імені Д. І. Яворницького)[3].
- Почесний громадянин Плевена (Болгарія)[2];
- орден «Знак Пошани»;
- орден Народної Республіки Болгарії I-го ступеня;
- медаль «За трудову відзнаку».

## Вшанування пам'яті
У Новочеркаську, на будівлі колишнього Будинку піонерів і школярів (проспект Платовський, 82), де він працював, встановлено меморіальну дошку.
Після смерті художника в 1993 році в Новочеркаську була заснована щорічна премія імені Миколи Овечкіна, яка вручалася до 2002 року. А, через 12 років, в 2014 році Адміністрація міста ухвалила рішення про відновлення виплати премії Овечкіна.